# Mylonit

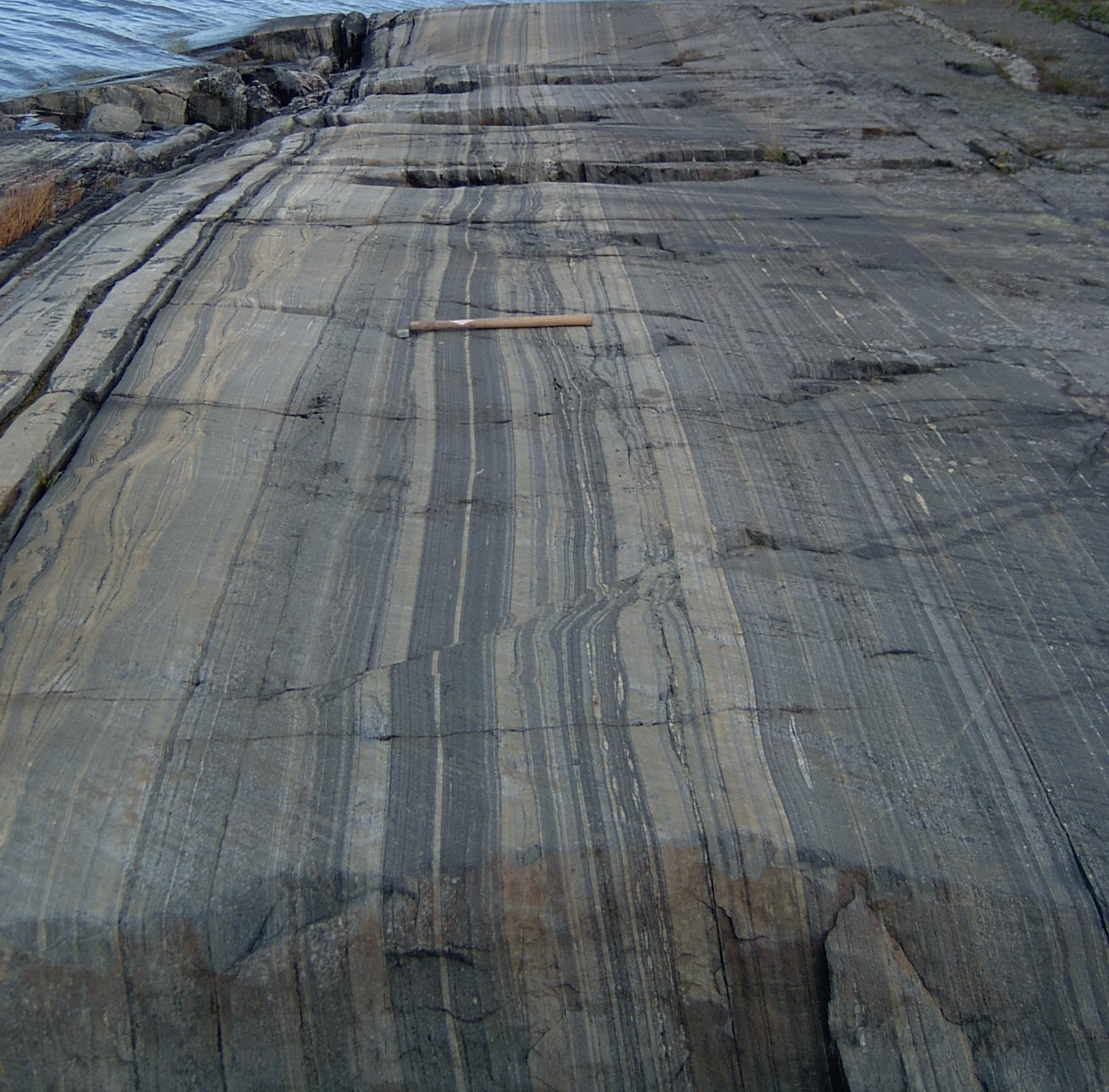
Mylonit. Foto taget vid Timmerudden på Ornö i Stockholms skärgård.

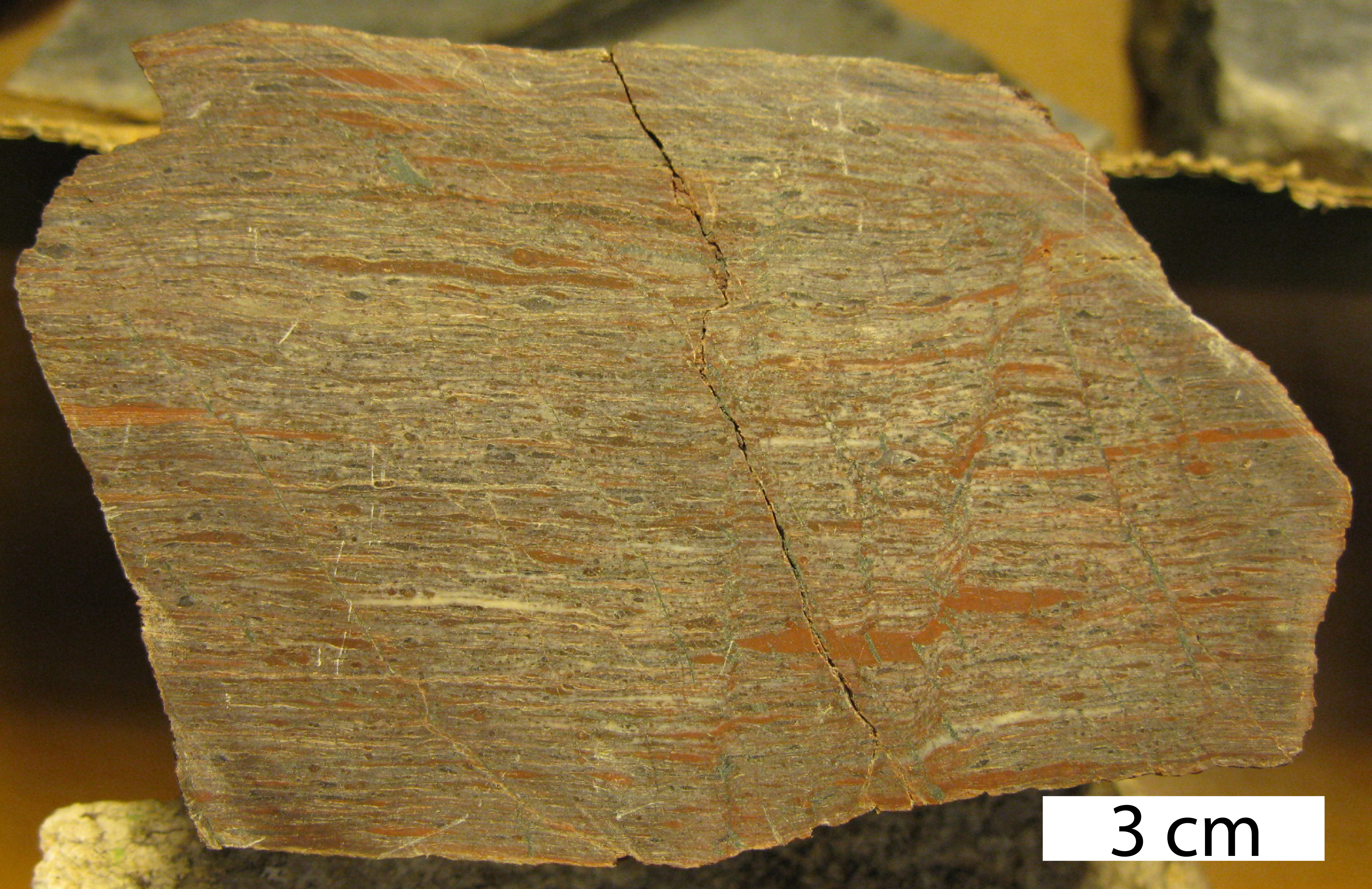
Mylonit i stuff, Dannemora, norra Uppland. Notera skalan.

Mylonit (från grekiskans mylon, kvarn) ansågs bildats genom nedmalning av mineralkornen i bergarter, men idag vet man att den skapats genom kornförminskande processer under regional deformation. Utseendemässigt är den en mycket finkornig och folierad metamorf bergart. Mylonit har vanligen en tydlig lineation och innehåller asymmetriska porfyroblaster .
Mylonit förekommer på alla skalor mellan submikroskopisk till flera km breda zoner .